# Санктпетербургски държавен университет
Санктпетербургският държавен университет (на руски: Санкт-Петербургский государственный университет, СПбГУ) е сред най-големите и най-старите университети в Русия.
Сградите на университета са разположени в различни райони на Санкт Петербург. Най-голяма концентрация има на Василиевския остров (в така наречения Василеостровски учебно-научен комплекс), където се намира историческото главно здание на университета, и в Стария Петерхоф (Петродворцов учебно-научен комплекс).
Днес в университета следват над 20 хил. студенти в редовна форма на обучение и около 9 хил. души – в редовно-задочна и задочна. През 2004 г. преподавателският състав наброява 4055 души, от тях 714 професори и 1240 доценти.

## История

### Основаване
Въпросът за годината на основаване на университета предизвиква оживени дискусии през 1990-те в навечерието на честването на юбилея през 1999 г.
Съгласно една от версиите съвременният СПбГУ е приемник на така наречения Академически университет, който бил учреден едновременно с Руската академия на науките с указ на Петър I от 28 януари 1724 г. Днес тази версия е официално приета от ръководството на университета.
Съгласно другата версия съвременният СПбГУ е приемник на Санктпетербургския университет, който бил създаден през 1819 г. в резултат от преименуване и последвала реорганизация на Главния педагогически институт въз основа на доклад на министъра на духовните дела и народното просвещение княз Александър Голицин, наречен „За учредяването на университет в Санкт Петербург“.

### Имена
През своята история университетът сменя много имена:
- 1821 – 1914: Санктпетербургски императорски университет;
- 1914 – февруари 1917: Петроградски императорски университет;
- февруари 1917 – юни 1918: Петроградски университет;
- юни 1918 – октомври 1919: Първи петроградски университет;
- октомври 1919 – януари 1921: Петроградски университет;
- януари 1921 – януари 1924: Петроградски държавен университет;
- януари 1924 – април 1933: Ленинградски държавен университет;
- април 1933 – октомври 1937: Ленинградски държавен университет „А. С. Бубнов“;
- октомври 1937 – февруари 1944: Ленинградски държавен университет;
- февруари 1944 – октомври 1948: Ленинградски държавен университет, носител на орден „Ленин“;
- октомври 1948 – 1969: Ленинградски държавен университет „А. А. Жданов“, носител на орден „Ленин“;
- 1969 – януари 1989: Ленинградски държавен университет „А. А. Жданов“, носител на орден „Ленин“ и орден „Червено знаме на труда“;
- януари 1989 – 1991: Ленинградски държавен университет, носител на орден „Ленин“ и орден „Червено знаме на труда“;
- 1991: Санктпетербургски държавен университет.

## Факултети
В състава на университетския учебно-научен комплекс влизат 19 специални факултета, 13 научноизследователски института, а така също и Факултет за военно обучение и Общоуниверситетска катедра „Физическа култура и спорт“.

## Галерия
- Сградата на 12-те колегии – историческото главно здание на университета
- Филологически факултет
- Юридически факултет
- Факултет по психология
- Факултет по журналистика
- Факултет по история
- Паметник на универсантите пред сградата на 12-те колегии
- Културно-информационен център на Санктпетербургския държавен университет
- Математико-механически факултет
- Институт по физика
- Химически факултет
- Университетска ботаническа градина

## Знаменити випускници
- Виктор Амбарцумян
- Владимир Вернадски
- Георги Гамов
- Николай Гогол
- Лев Гумильов
- Владимир Ленин
- Василий Леонтиев
- Дмитрий Лихачов
- Михаил Ломоносов
- Димитрий Менделеев
- Леонард Ойлер
- Владимир Путин